# SoftBank 840P
SoftBank 840P（ソフトバンク はちよんぜろ ピー）はパナソニック モバイルコミュニケーションズが開発しソフトバンクモバイルが販売するW-CDMA通信方式の携帯電話端末。COLOR LIFE（カラーライフ）という名称もついている。また、法人向け端末840P For Biz( - フォー ビズ)、別名840Pe(- ピー イー)についても解説する。

## 特徴
- 直線的で、奇抜さを控えた万人向けのデザインとなっているが、SoftBank 830SH以来のカラーバリエーション数にこだわった端末である。
- メインディスプレイサイズは、2.9インチとやや小さくなったものの、解像度は変わっていない。
- 830Pの後継端末で、10の便利機能が15に増えた(中でも、上下左右の方向キーと、下列左右のソフトキーが『ボタンカスタマイズ』に対応)。但し、パナソニック製では珍しく、ワンプッシュオープンは搭載されておらず(従って、ワンプッシュに連動した機能もない)、またワンセグなどの機能も搭載されず、実質0円で購入できる比較的廉価な端末である。
- SMAPがニューヨークでのCM撮影に使用した。
- 840P For Bizは、法人向け用途を想定した機種で、企業等の管理者がカメラ機能の使用/外部通信/外部メモリ書込みを制限出来る「ケータイ機能制御」に対応した、「法人基本パックプラス」に対応している。デザイン・基本機能はオリジナルの840Pと共通だが、カラーバリエーションはホワイトとブラックの2色に制限されている。

840Pと841Pの後継機はSoftBank 002Pである。

## 不具合
2010年4月12日に以下の不具合を修正するソフトウェアの更新がなされた。(840Pe)
- 電源ON時に特定のタイミングで「位置ナビ一斉検索」、「位置ナビ」サービスをご利用いただけない場合がある。

2011年2月8日に以下の不具合を修正するソフトウェアの更新がなされた。(840Pe)
- ごく稀に音声着信などができない場合がある。

2011年11月以降、ソフトウェアの更新がなされた。 
- 音声ネットワーク最適化対応に伴うアップデート

2012年5月29日ソフトウェアの更新がなされた。
- 渡航先によっては、国際設定が[自動]である場合に、 圏外となり国際サービスが利用できない場合がある。